# Totò faux-monnayeur
Pour plus de détails, voir Fiche technique et Distribution.
Totò faux-monnayeur (La banda degli onesti) est un film italien réalisé par Camillo Mastrocinque et sorti en 1956.

## Synopsis
Antonio Buonocore dispose de tout ce qu'il faut pour fabriquer de faux billets et convainc le typographe Lo Turco et le peintre Cardone de l'aider à fabriquer la fausse monnaie. Ils arrivent à écouler quelques billets avant qu'Antonio n'apprenne par son fils, qui est un policier, que ses collègues sont à la recherche des contrefacteurs.

## Fiche technique
- Titre français : Totò faux-monnayeur[1]
- Titre original : La banda degli onesti
- Réalisation : Camillo Mastrocinque
- Scénario : Agenore Incrocci, Furio Scarpelli
- Costumes : Giuliano Papi
- Musique : Alessandro Cicognini
- Production : Isidoro Broggi
- Pays d’origine :  Italie
- Langue originale : italien
- Format : noir et blanc — 35 mm — 1,37:1 — son mono
- Genre : comédie
- Durée : 106 minutes
- Dates de sortie :
  - Italie : 12 avril 1956

## Distribution
- Totò : Antonio Bonocore
- Peppino De Filippo : Giuseppe Lo Turco
- Giulia Rubini : Marcella
- Giacomo Furia : Cardone
- Gabriele Tinti : Michele, fils de Bonocore
- Yoka Berretty : Marlene, épouse d'Antonio
- Luigi Pavese : Ragionier Casoria
- Annette Ciarli : mère d'Antonio